# Ерофайлов, Евгений Анатольевич
Евгений Анатольевич Ерофайлов (29 августа 1975, Москва, РСФСР, СССР) — российский и узбекистанский, борец греко-римского стиля, призёр чемпионатов Азии, участник Олимпийских игр в Сиднее.

## Карьера
В январе 1997 года стал чемпионом Москвы в весовой категории до 76 кг. В ноябре 1998 года в Москве на первом чемпионате России по сумо в весовой категории до 85 кг занял 3 место. С 1999 года выступает за Узбекистан. В октябре 1999 года в Бишкеке стал победителем Центральноазиатских игр. В сентябре 2000 года на Олимпиаде на групповом раунде провёл 3 схватки, сначала одолел алжирца Кадера Силию, затем уступил грузину Тариэлю Мелелашвили, в заключительной встрече проиграл Мэтту Линдлэнду из США, в итоге занял 3 место в группе, и 11 место в окончательном протоколе. В июне 2001 года в Улан-Баторе на чемпионате Азии стал бронзовым призёром. В августе 2001 года на Гран-при Ивана Поддубного в Москве занял 4 место. В октябре 2002 года на Азиатских играх в южнокорейском Пусане занял 4 место. В июне 2003 года в Нью-Дели в финале чемпионата Азии уступил Абдулле Жабраилову из Казахстана, став серебряным призёром.

## Спортивные результаты
- Чемпионат России по сумо 1998 — ;
- Центральноазиатские игры 1999 — ;
- Олимпиада 2000 — 11;
- Чемпионат Азии по борьбе 2001 — ;
- Чемпионат Азии по борьбе 2003 — ;